# Ringnebel
Der Ringnebel (auch mit Messier 57 oder NGC 6720 bezeichnet) ist ein planetarischer Nebel im Sternbild Leier.
Der Nebel ist der Überrest eines Sterns, der vor etwa 20.000 Jahren seine äußere Gashülle abgestoßen hat. Die Gashülle dehnt sich mit einer Geschwindigkeit von 19 km/s  aus und hat derzeit einen scheinbaren Durchmesser von etwa 118 Bogensekunden, was bei einer Entfernung von
2300 Lichtjahren einen absoluten Durchmesser von ca. 1,3 Lichtjahren bedeutet. Im Teleskop erscheint der Nebel ringförmig, weshalb er oft auch als Ringnebel in der Leier bezeichnet wird. Tatsächlich ähnelt die sichtbare Gashülle einem Torus. Im Zentrum des Nebels befindet sich ein Weißer Zwergstern mit einer Oberflächentemperatur von etwa 70.000 °C und einer scheinbaren Helligkeit von 15,8 mag.

## Entdeckung und Erforschung
M 57 wurde Mitte Februar 1779 von Antoine Darquier bei Beobachtungen entlang der Bahn des Kometen Bode (C/1779 A1 (Bode)) gesehen. Lange Zeit galt dies als Erstbeobachtung des Ringnebels. Im selben Jahr nahm Charles Messier ihn in seinen Katalog auf. Neuen Quellen zufolge hat jedoch Messier selber das Objekt bereits am Morgen des 31. Januar zum ersten Mal beobachtet.
Darquier verglich das Aussehen des Nebels mit einem Planeten, was den Astronomen Friedrich Wilhelm Herschel veranlasste, diesen Typ von Nebel als Planetarischer Nebel zu bezeichnen. Der Nebel wurde in der Folgezeit verschiedentlich beobachtet, unter anderem von Herschels Sohn John, von William Parsons, dem Earl of Rosse und von Étienne Léopold Trouvelot, die Zeichnungen des Nebels publizierten. Bereits in den 1890er Jahren wurden auch verschiedene Fotografien des Nebels angefertigt, anhand derer beispielsweise Eugen von Gothard und James Edward Keeler den Zentralstern erkannten. Fortschritte in der Leistungsfähigkeit von Teleskopen, namentlich das damals weltgrößte, 2,5 Meter durchmessende Hooker-Teleskop mit versilberten Glasspiegel und präziser Nachführung für langbelichtete Aufnahmen, führten 1935 zur Entdeckung des Halos.
Nachdem  Herman Zanstra im Jahr 1931 eine Erklärung für die Physik von Planetarischen Nebel gefunden hatte – durch eine sehr hohe Oberflächentemperatur strahlt der nur scheinbar schwach leuchtende Zentralstern überwiegend unsichtbar im Ultraviolett, ionisiert mit dieser Strahlung den Nebel und bringt ihn so zum Leuchten –,  nutzte er die entdeckten Zusammenhänge für eine erste Entfernungsabschätzung: Für eine angenommene Oberflächentemperatur des Zentralsterns von 75.000 Kelvin errechnete er eine Entfernung von 780 Parsec, für 70.000 Kelvin eine Entfernung von 890 Parsec. Die Entfernung blieb jedoch lange Zeit unsicher. Eine trigonometrische Parallaxenmessung mit geringem Fehler gelang erst mithilfe des darauf spezialisierten Satelliten Gaia im Jahr 2018 und ergab 2021, verbessert nach mehrjähriger Vermessung, einen Entfernungswert von 790 +28−26 Parsec.
Durch seine relativ nahe Lage und große Ausdehnung eignet er sich gut als Forschungsobjekt für diverse wissenschaftliche Fragestellungen und wird vielfach für deren Klärung genutzt. Beispielsweise gaben Untersuchungen im Jahr 2013 mit dem Hubble-Weltraumteleskop Aufschluss über die dreidimensionale Struktur und erlauben durch einen Vergleich mit 13 Jahren zurückliegenden Aufnahmen des gleichen Instruments eine Bestimmung der zwischenzeitlichen Veränderung und damit auch einen Rückschluss auf das Alter, was mit rund 4.000 Jahren bestimmt wurde; Aufnahmen mit dem James-Webb-Weltraumteleskop im Jahr 2024 zeigen eine Vielzahl von „Globule“, Vorkommen von PAH, eine bikonische Struktur und lassen einen Doppelstern im Zentrum mit einer Umlaufzeit von 280 Jahren vermuten, der die Hüllenstruktur hervorruft. Weitere Beispiele sind die Untersuchungen im fernen Infrarot mithilfe des flugzeuggetragenen Teleskops SOFIA und dem Herschel-Weltraumteleskop, mit denen die Verteilung von Staub und chemischen Reaktionen daran, wie die Bildung molekularen H2, geklärt wurden.

Zeichnung, Étienne Léopold Trouvelot, 1874. Beobachtet mit einem Fernrohr mit 15 Zoll Öffnung
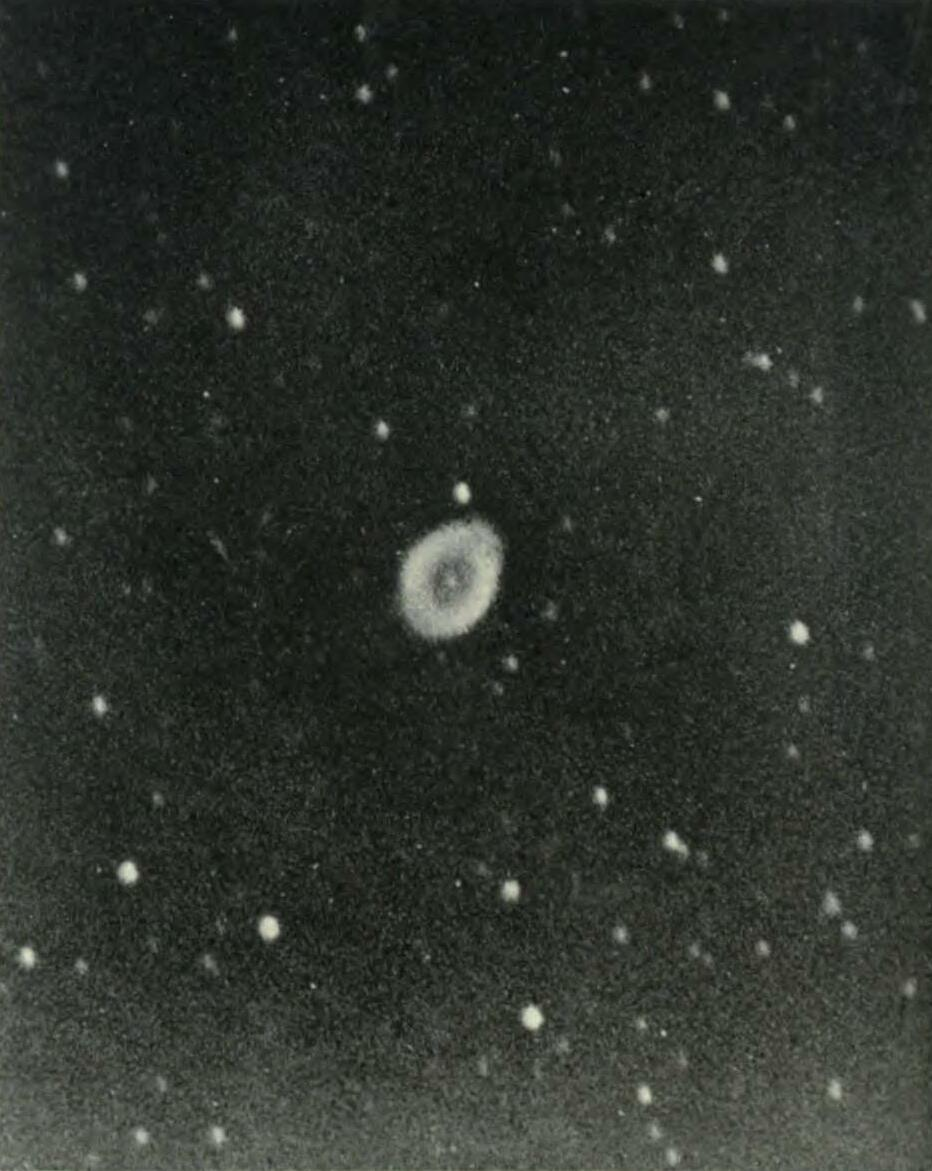
Eine erste Fotografie, 1898 von Isaac Roberts
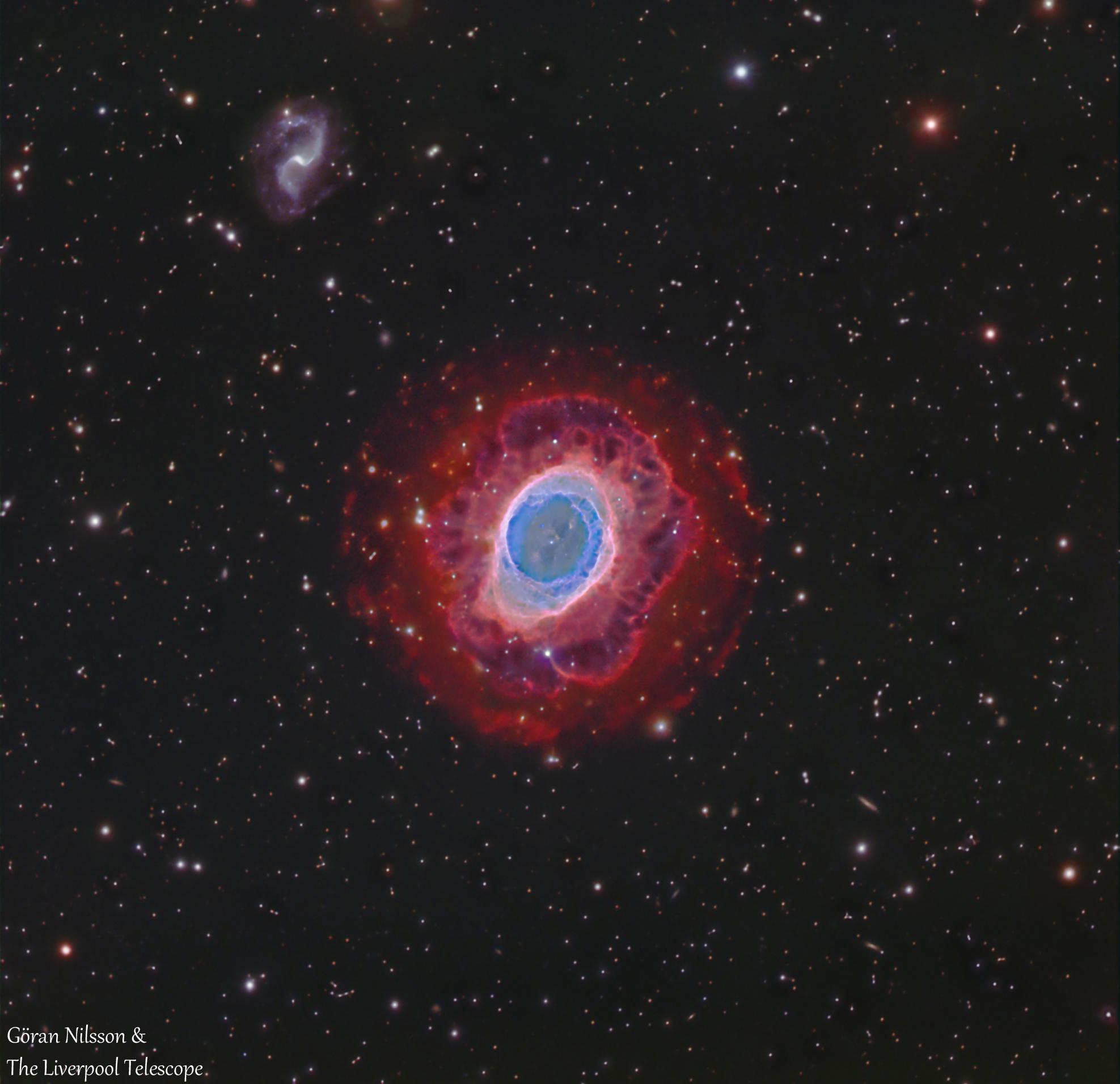
Langbelichtete Aufnahme mit dem 2 Meter durchmessenden Liverpool Telescope, 2016
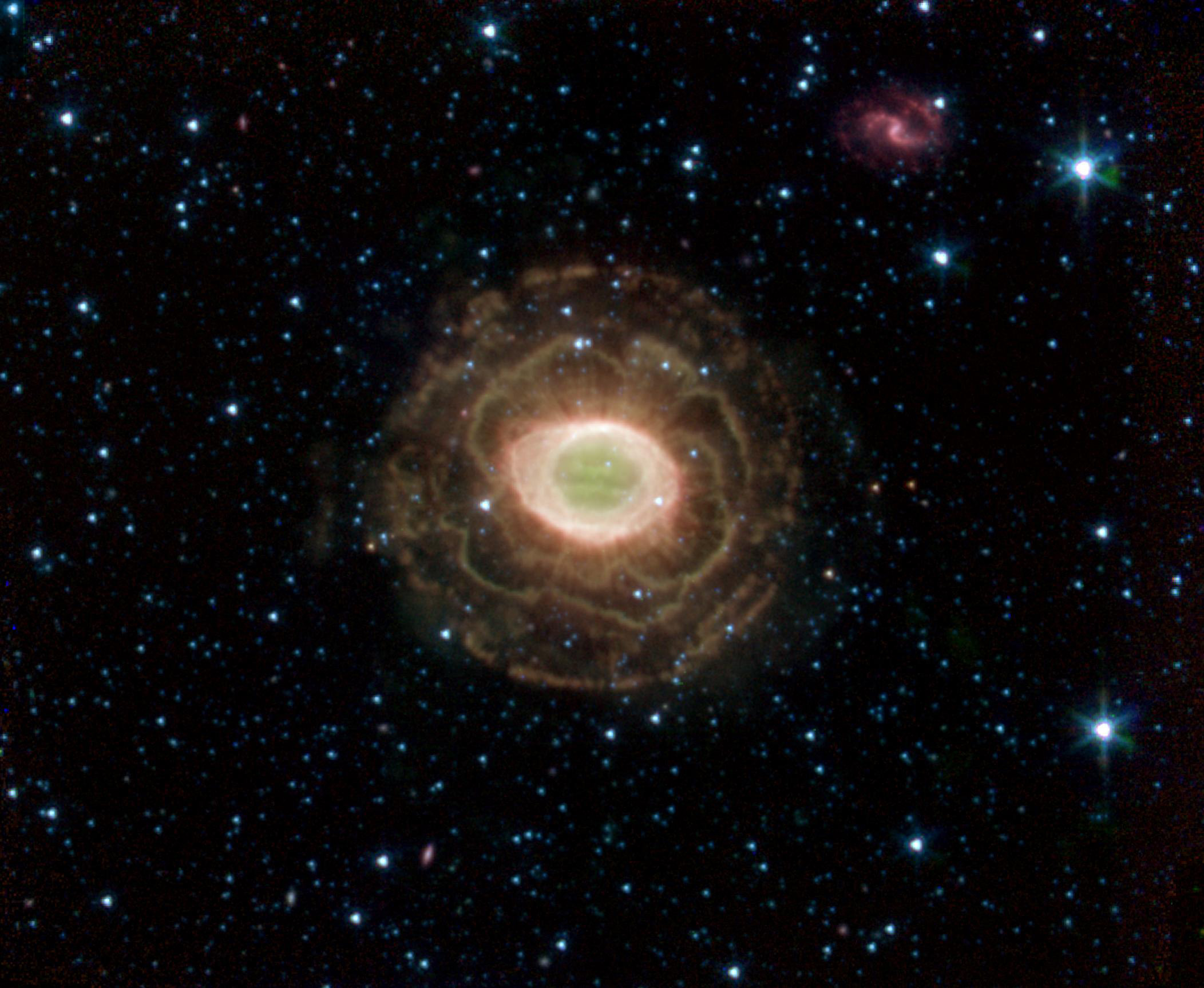
Infrarotaufnahme des Spitzer-Weltraumteleskops, 2004
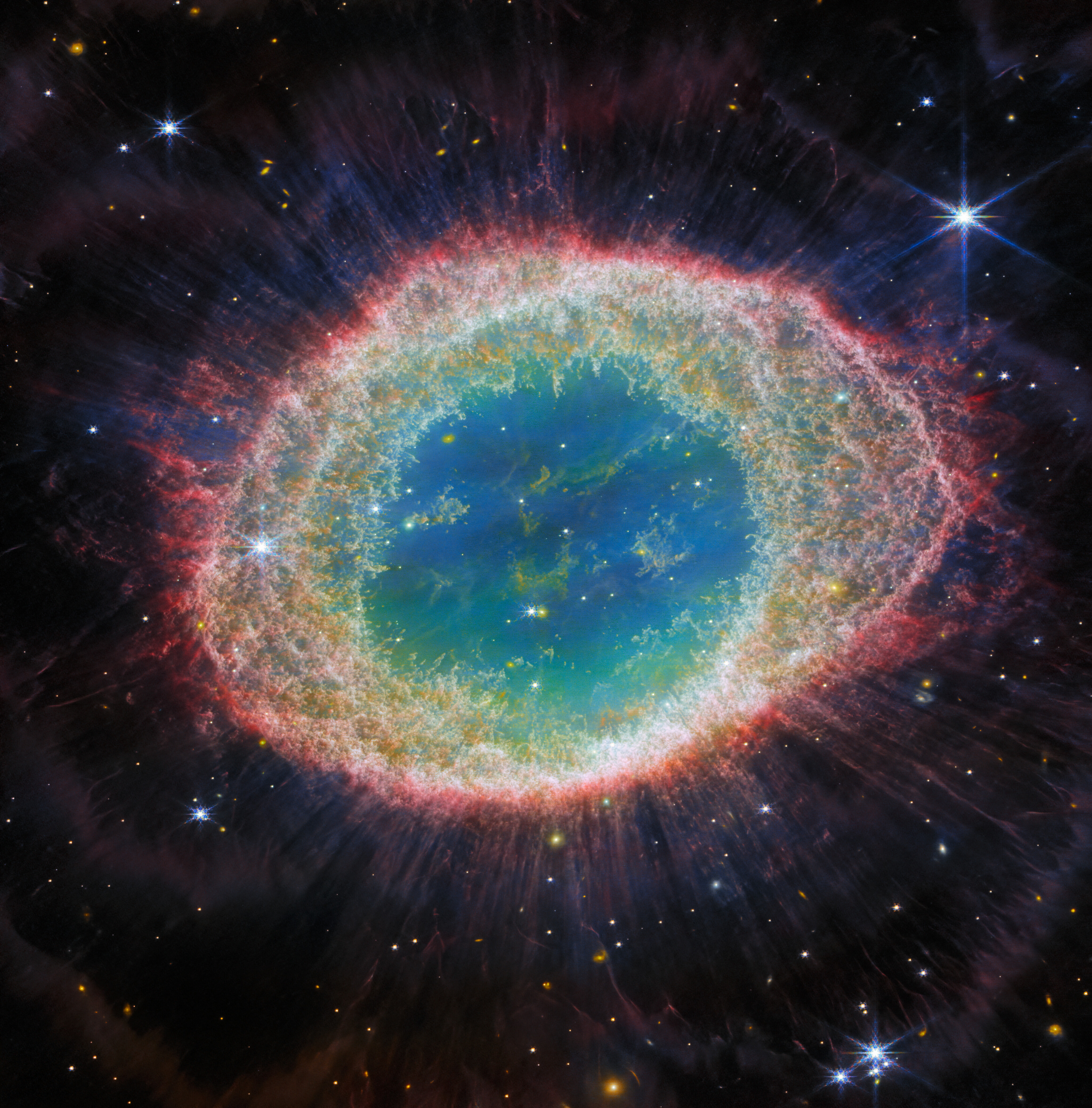
…und des leistungsfähigeren James-Webb-Weltraumteleskops im nahen
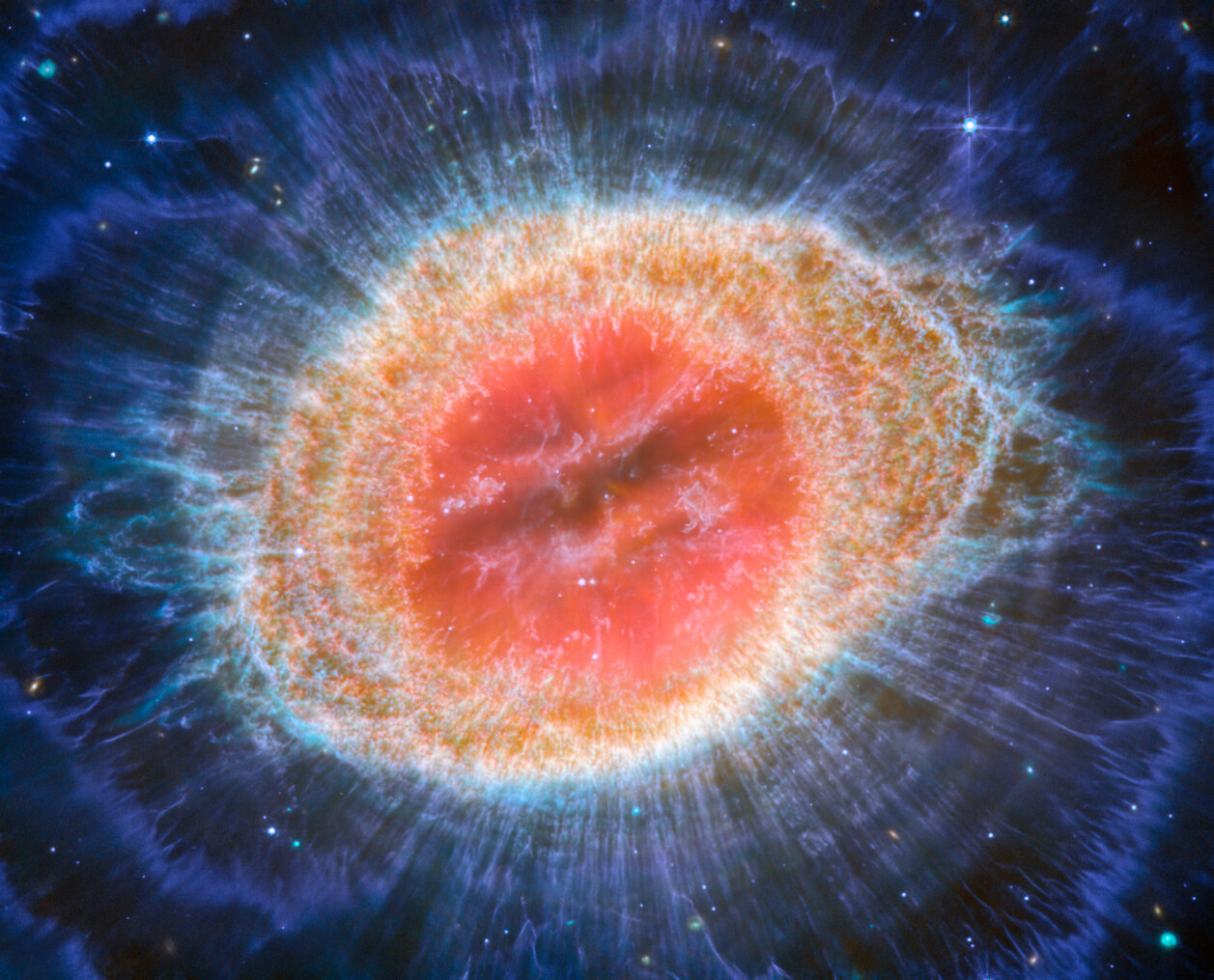
…und mittleren Infrarot, 2023

## Beobachtbarkeit
M 57 kann relativ leicht aufgefunden werden, da er etwa in der Mitte der Verbindungslinie der Sterne β und γ Lyrae steht. Bereits in einem kleinen Teleskop ab 10 cm Öffnung kann er als nebliger „Rauchring“ wahrgenommen werden. Dieser ist allerdings relativ klein, so dass höhere Vergrößerungen (> 100) zweckmäßig sind. In Teleskopen ab 20 cm Öffnung werden bei höherer Vergrößerung Strukturen im Ring sichtbar.
Der Zentralstern ist mit einer scheinbaren Helligkeit von 15,8m allerdings äußerst lichtschwach. Um ihn zu beobachten, benötigt man ein Teleskop von mindestens 25 cm Öffnung.